# I'm Not Alone
『I'm Not Alone』（アイム・ノット・アローン）は、2003年7月24日に発売された山根康広17枚目のシングル。発売元は日本クラウン。

## 概要
デビュー10周年記念として発売された、前作から2年ぶりとなるシングル。

## 収録曲
全曲共通　作詞・作曲・編曲：山根康広　
1. I'm Not Alone
2. 夢の途中
3. I'm Not Alone （Instrumental）
4. 夢の途中（Instrumental）
5. I'm Not Alone （Acoustic Version）